# 四开镇
四开镇，原为四开乡，是中华人民共和国四川省凉山彝族自治州昭觉县下辖的一个乡镇级行政单位。2021年1月12日，撤销柳且乡和四开乡，设立四开镇。以原柳且乡和原四开乡所属行政区域为四开镇的行政区域。

## 行政区划
四开镇下辖以下地区：
衣里木村、梭梭拉打村、格洛阿莫村、瓦果乃托村、勒格觉村、好谷村、洒瓦洛且博村和洒瓦洛尔村。